# O-anizidin
| o-anizidin |                                                                                         |
| |                                                                                         |
| \| \| \| |                                                                                         |
| IUPAC-név | 2-metoxianilin                                                                          |
| Más nevek | 2-anizidin, orto-aminoanizol, o-metoxianilin, 2-metoxi-1-aminobenzol, 2-metoxifenilamin |
| Kémiai azonosítók                                                                                               |                                                                                         |
| CAS-szám | 90-04-0                                                                                 |
| PubChem | 7000                                                                                    |
| ChemSpider | 13860775                                                                                |
| EINECS-szám | 201-963-1                                                                               |
| KEGG | C19191                                                                                  |
| ChEBI | 82288                                                                                   |
| RTECS szám | BZ5410000                                                                               |
| SMILES | Nc1ccccc1OC                                                                             |
| InChI | 1/C7H9NO/c1-9-7-5-3-2-4-6(7)8/h2-5H,8H2,1H3                                             |
| InChIKey | VMPITZXILSNTON-UHFFFAOYSA-N                                                             |
| UNII | NUX042F201                                                                              |
| UN-szám | 2431                                                                                    |
| Kémiai és fizikai tulajdonságok                                                                                 |                                                                                         |
| Kémiai képlet                                                                                                   | C7H9NO                                                                                  |
| Moláris tömeg                                                                                                   | 123,15 g/mol                                                                            |
| Megjelenés | sárga folyadék, levegő hatására megbarnul                                               |
| Sűrűség | 1,0923 g/cm³                                                                            |
| Olvadáspont | 6,2 °C                                                                                  |
| Forráspont | 224 °C                                                                                  |
| Oldhatóság (vízben)                                                                                             | 1,5 g/100 ml                                                                            |
| Oldhatóság | oldódik etanolban, dietil-éterben, acetonban, benzolban                                 |
| Veszélyek |                                                                                         |
| EU osztályozás                                                                                                  | Mérgező (T) 2-es kategóriájú karcinogén 3-as kategóriájú mutagén                        |
| EU Index | 612-035-00-4                                                                            |
| NFPA 704 | 1 2 0                                                                                   |
| R mondatok | R45, R23/24/25, R68                                                                     |
| S mondatok | S53, S45                                                                                |
| Lobbanáspont | 118 °C (nyílt téri)                                                                     |
| Öngyulladási hőmérséklet                                                                                        | 415 °C                                                                                  |
| Rokon vegyületek                                                                                                |                                                                                         |
| Rokon vegyületek                                                                                                | m-anizidin p-anizidin                                                                   |
| Ha másként nem jelöljük, az adatok az anyag standardállapotára (100 kPa) és 25 °C-os hőmérsékletre vonatkoznak. |                                                                                         |
| |                                                                                         |

Az o-anizidin (vagy 2-anizidin) sárga folyadék, olvadáspontja −1 és 5 °C közötti, sűrűsége 1,09 g/cm³. Gőznyomása 20 °C-on 0,05 mbar, de a hőmérséklet emelésével ez gyorsan nő. Aromás illatú, belélegezve, lenyelve vagy bőrrel érintkezve jól felszívódik. Az o-anizidin rendkívül mérgező anyag, cianózis révén vér-, enzim- és idegkárosodást okozhat, mely akár fulladással is járhat.[forrás?] Állatkísérletek alapján karcinogén hatású, valószínűleg emberekben is rákkeltő. Az o-anizidin veszélyes vízszennyező.

## Felhasználása
A vegyiparban és gyógyszeriparban szintézisek köztitermékeként fordul elő, például az azo- és trifenil-metán-színezékek vagy gyógyszerhatóanyagok gyártásában. Felhasználják továbbá az acéltermékek tárolásához korróziógátlóként, illetve egyes polimerkaptán műanyagokban antioxidánsként.

## Fordítás
Ez a szócikk részben vagy egészben  az   O-Anisidine című angol Wikipédia-szócikk ezen változatának fordításán alapul.  Az eredeti cikk szerkesztőit annak laptörténete sorolja fel. Ez a jelzés csupán a megfogalmazás eredetét és a szerzői jogokat jelzi, nem szolgál a cikkben szereplő információk forrásmegjelöléseként.